# Ткаченко Володимир Олександрович
Володимир Олександрович Ткаченко (10 червня 1898 — 10 січня 1975) — радянський військовик, брав участь у Громадянській та німецько-радянській війні, генерал-майор військ зв'язку.

## Життєпис
Володимир Ткаченко народився 10 червня 1898 року в селі Оленівка. Українець.
Після Жовтневої революції пішов на службу в Робітничо-селянську Червону Армію. Брав участь в боях Громадянської війни, два рази був поранений. Після громадянської війни продовжив службу в Червоній Армії. 
З початку німецько-радянської війни полковник Володимир Ткаченко перебував у діючій армії, командував 30-м окремим полком зв'язку Південно-Західного фронту. Був поранений. Полк Ткаченко забезпечував зв'язком війська 38-ї, 1-ї танкової і 1-ї гвардійської армій, Штаб Південно-Західного фронту під час боїв на річках Дон і Сіверський Донець. У важкий період відступу радянських частин в липні 1942 року йому вдалося зберегти практично всю матеріальну частину полку. Брав участь в Сталінградській битві.
З червня 1943 гвардії полковник Володимир Ткаченко служив заступником начальника Управління зв'язку Південно-Західного (згодом - 3-го Українського) фронту. Займався встановленням зв'язку з підлеглими штабами і Головним Командуванням Червоної Армії, відновленням її ліній після обривів, обладнанням вузлів зв'язку польового Управління Командувача фронтом, розгортанням вузлів зв'язку основного і допоміжного напрямків. Брав участь у визволенні Української та Молдавської РСР. 
Після закінчення війни Ткаченко продовжив службу в Радянській армії. Обіймав посаду заступника Начальника Вищої офіцерської школи зв'язку.
Вийшовши у відставку Ткаченко проживав в Києві. Помер 10 січня 1975 року народження, похований на Лук'янівському військовому кладовищі Києва.

## Нагороди
Був нагороджений орденом Леніна, трьома орденами Червоного Прапора, орденами Богдана Хмельницького 2-го ступеня, Вітчизняної війни 1-го та 2-го ступенів, Червоної Зірки, та медалями.